# Lista monumentelor istorice din județul Cluj - I

Simbol utilizat pentru monumentele istorice

Lista monumentelor istorice din județul Cluj - I cuprinde monumentele istorice înscrise în Patrimoniul cultural național al României și aflate în localități din județul Cluj al căror nume începe cu litera I. 
Lista completă este menținută și actualizată periodic de către Ministerul Culturii, Cultelor și Patrimoniului Național din România, prin intermediul Institutului Național al Patrimoniului, ultima versiune datând din 2015. Această listă cuprinde și actualizările ulterioare, realizate prin ordin al ministrului culturii.
Puteți căuta un monument din județul Cluj folosind formularul de mai jos sau puteți naviga prin toate monumentele din județ la lista monumentelor istorice din județul Cluj.
| Cod LMI                              | Denumire                                                | Localitate                                  | Localizare                                                                                        | Datare, Creatori                | Imagine               | Erori             |
| ------------------------------------ | ------------------------------------------------------- | ------------------------------------------- | ------------------------------------------------------------------------------------------------- | ------------------------------- | --------------------- | ----------------- |
| CJ-I-s-A-07074 (RAN: 56933.01)       | Necropolă de incinerație                                | sat Iacobeni; comuna Ceanu Mare             | „La vie” și „S ărătura” 46.65928°N 24.02437°E                                                     | Epoca romană                    | Încarcă foto \| video | Raportează eroare |
| CJ-I-s-A-07075 (RAN: 56933.02)       | Așezare                                                 | sat Iacobeni; comuna Ceanu Mare             | „Cuntenitul de Sus”, „Hodaie” 46.6586°N 24.04184°E                                                | sec. XII - XIII                 | Încarcă foto \| video | Raportează eroare |
| CJ-I-s-A-07076 (RAN: 58017.01)       | Așezare                                                 | sat Iara; comuna Iara                       | „Groapa lui Papa” 46.56448°N 23.50304°E                                                           | Epoca romană                    | Încarcă foto \| video | Raportează eroare |
| CJ-I-s-B-07077 (RAN: 58017.02)       | Așezare                                                 | sat Iara; comuna Iara                       | Extravilan                                                                                        | Preistorie                      | Încarcă foto \| video | Raportează eroare |
| CJ-I-s-B-07078 (RAN: 58151.04)       | Așezare                                                 | sat Iclod; comuna Iclod                     | „Semafor” 46.97996°N 23.81894°E                                                                   | sec. XII - XVI, Epoca medievală | Încarcă foto \| video | Raportează eroare |
| CJ-I-s-A-07079 (RAN: 58151.02)       | Așezarea eponimă fortificată a grupului cultural Iclod  | sat Iclod; comuna Iclod                     | „Unghiul Poștei” 46.97246°N 23.809°E                                                              | Neolitic                        | Încarcă foto \| video | Raportează eroare |
| CJ-I-s-B-07080 (RAN: 58151.03)       | Situl arheologic de la Iclod, punct „Tabla Popii”       | sat Iclod; comuna Iclod                     | „Tabla Popii”                                                                                     |                                 | Încarcă foto \| video | Raportează eroare |
| CJ-I-m-B-07080.01                    | Așezare                                                 | sat Iclod; comuna Iclod                     | „Tabla Popii”                                                                                     | sec. II - III p. Chr.           | Încarcă foto \| video | Raportează eroare |
| CJ-I-m-B-07080.02                    | Așezare                                                 | sat Iclod; comuna Iclod                     | „Tabla Popii”                                                                                     | Latène                          | Încarcă foto \| video | Raportează eroare |
| CJ-I-m-B-07080.03                    | Așezare                                                 | sat Iclod; comuna Iclod                     | „Tabla Popii”                                                                                     | Hallstatt                       | Încarcă foto \| video | Raportează eroare |
| CJ-I-m-B-07080.04                    | Așezare                                                 | sat Iclod; comuna Iclod                     | „Tabla Popii”                                                                                     | Epoca bronzului                 | Încarcă foto \| video | Raportează eroare |
| CJ-I-m-B-07080.05                    | Așezare                                                 | sat Iclod; comuna Iclod                     | „Tabla Popii”                                                                                     | Neolitic                        | Încarcă foto \| video | Raportează eroare |
| CJ-I-s-A-07081 (RAN: 58151.05)       | Situl arheologic de la Iclod, punct „Pământul Vlădicii” | sat Iclod; comuna Iclod                     | „Pământul Vlădicii”, „Unghiul Poștei”, „Balastieră”, „Texas”, „Tabla Popii” 46.99306°N 23.82389°E |                                 | Încarcă foto \| video | Raportează eroare |
| CJ-I-m-A-07081.01 (RAN: 58151.05.03) | Așezare                                                 | sat Iclod; comuna Iclod                     | „Pământul Vlădicii”, „Unghiul Poștei”, „Balastieră”, „Texas”, „Tabla Popii” 46.99306°N 23.82389°E | sec. V - VI                     | Încarcă foto \| video | Raportează eroare |
| CJ-I-m-A-07081.02 (RAN: 58151.05.02) | Necropola așezării eponime-grupul cultural Iclod        | sat Iclod; comuna Iclod                     | „Pământul Vlădicii”, „Unghiul Poștei”, „Balastieră”, „Texas”, „Tabla Popii” 46.99306°N 23.82389°E | Neolitic                        | Încarcă foto \| video | Raportează eroare |
| CJ-I-s-B-07082 (RAN: 55543.01)       | Așezare                                                 | sat Inucu; comuna Aghireșu                  | Lângă izvorul pârâului Inucu 46.82961°N 23.22318°E                                                | Neolitic, Cultura Starčevo-Criș | Încarcă foto \| video | Raportează eroare |
| CJ-I-s-B-07083 (RAN: 55543.02)       | Așezare                                                 | sat Inucu; comuna Aghireșu                  | „Nadic”                                                                                           | Epoca bronzului                 | Încarcă foto \| video | Raportează eroare |
| CJ-I-s-B-07084 (RAN: 58213.01)       | Așezare                                                 | sat Izvoru Crișului; comuna Izvoru Crișului | „La grajduri”, „Cincu” 46.83981°N 23.11338°E                                                      | Latène                          | Încarcă foto \| video | Raportează eroare |
| CJ-I-s-B-07085 (RAN: 58213.02)       | Așezare                                                 | sat Izvoru Crișului; comuna Izvoru Crișului | „Ordomanioș” 46.84944°N 23.10876°E                                                                | Epoca romană                    | Încarcă foto \| video | Raportează eroare |
| CJ-II-m-B-07680                      | Conacul Teleki                                          | sat Iara; comuna Iara                       | 46.55635°N 23.51256°E                                                                             | sec. XIX                        | Încarcă foto \| video | Raportează eroare |
| CJ-II-m-B-07681                      | Conacul Beldi                                           | sat Iara; comuna Iara                       | 46.55635°N 23.51256°E                                                                             | sec. XIX                        | Încarcă foto \| video | Raportează eroare |
| CJ-II-m-B-07682                      | Conacul Kemeny                                          | sat Iara; comuna Iara                       | 46.55635°N 23.51256°E                                                                             | sec. XIX                        | Încarcă foto \| video | Raportează eroare |
| CJ-II-m-B-07683 (RAN: 58017.03)      | Biserica unitariană                                     | sat Iara; comuna Iara                       | Str. Libertății 394                                                                               | sec. XIII - XV, ref.sec. XVIII  | Alte imagini          | Raportează eroare |
| CJ-II-m-B-07684 (RAN: 58151.08)      | Biserica „Înălțarea Domnului”                           | sat Iclod; comuna Iclod                     | 388                                                                                               | 1791                            | Alte imagini          | Raportează eroare |
| CJ-II-m-B-07685 (RAN: 548213.03)     | Biserica reformată                                      | sat Izvoru Crișului; comuna Izvoru Crișului | 285 46.8385°N 23.10697°E                                                                          | sec. XVII                       | Alte imagini          | Raportează eroare |